# Agrotis dispar
Agrotis dispar är en fjärilsart som beskrevs av Köhler 1959. Agrotis dispar ingår i släktet Agrotis och familjen nattflyn. Inga underarter finns listade i Catalogue of Life.